# 에드워드 피츠제럴드

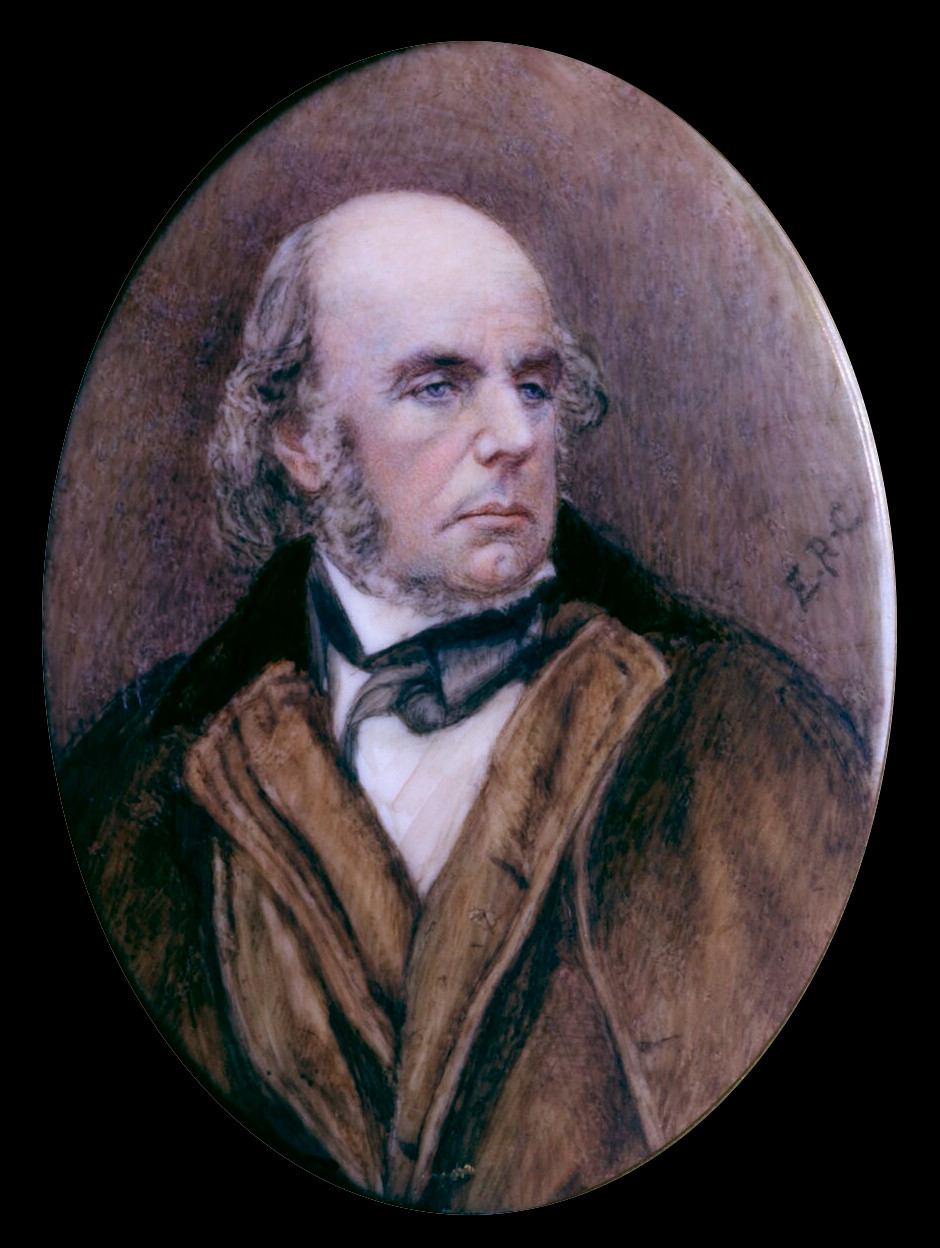
FitzGerald (1873)

에드워드 피츠제럴드(Edward FitzGerald, 1809년 3월 31일 ~ 1883년 6월 14일)는 잉글랜드의 시인이자 작가이다.
시퍽주(州)에서 한가롭게 살면서 에스파냐의 극작가 칼데론의 작품과 그리스의 고전비극 <아가멤논>과 <이디퍼스왕(王)> 등을 영역하였다. 특히 12세기 페르시아의 시인 오마 카이얌의 4행시의 영역은 인생의 화려함과 미의 무상한 변화를 노래한 내용과, 창작이라 할 만큼 유려하고 적절한 표현과 형식으로 많은 독자를 사로잡았다.
1883년 수면 중에 사망했으며 Boulge에 묻혔다.

## 같이 보기
- 해럴드 블룸